# 이재성 (기업인)
이재성(1952년 5월 25일 ~ )은 대한민국의 기업인이다. 현대선물 대표이사 사장, 현대중공업 경영지원본부 본부장, 현대중공업 대표이사 사장, 한국경영자총협회 부회장을 거쳐 2013년부터 현대중공업 회장을 맡고 있다.

## 학력
- 펜실베이니아대학교 대학원 경제학 박사
- 서울대학교 상과대학 경제학과
- 중앙고등학교

## 참고 자료
- 이재성 네이버 인물검색